# Batalla de Ciudad Real
La batalla de Ciudad Real fou una contesa ocorreguda el 24 de març de 1809, durant la guerra del francès.

## Antecedents

Campanyes franceses

El rearmament austríac que acabaria amb la guerra de la Cinquena Coalició provocà que Napoleó marxés de Valladolid el 17 de gener, arribant a París el 23 de gener. El I Cos del mariscal Claude-Victor Perrin va ser el responsable de la conquesta amb tres divisions d'infanteria sota els generals de la divisió François Amable Ruffin, Eugène-Casimir Villatte i Jean François Leval, dues divisions de cavalleria comandades per Antoine Charles Louis de Lasalle i Victor de Fay de La Tour-Maubourg, així com de l'artilleria del general de la divisió Alexandre-Antoine Hureau de Sénarmont. En total, hi havia 20.000 homes i 50 canons.
La campanya va començar el 15 de març de 1809 creuant el Tajo en diversos punts per convergir a Almaraz, defensada per l'exercit d'Extremadura de Gregorio García de la Cuesta. Les forces de Vicente Cañas y Portocarrero van ser assolades a Mesas de Ibor per la divisió alemanya de Leval, obligant la Cuesta a retirar-se al Guadiana. Durant la retirada, la cavalleria espanyola de Juan de Henestrosa va ser assignada a la rereguarda i la divisió de cavalleria de Lasalle formada pel cinquè i desè regiment de caçadors a cavall, el 2n regiment d'hússars i el 9è regiment de dragons va dirigir la persecució francesa. Entretant, José de Urbina y Urbina, comandant de l'exercit de la Manxa envià la divisió del duc d'Albuquerque a atacar entorpir l'avançada francesa a Toledo mentre ell defensava Ciudad Real.
El 20 de març, es va produir un primer xoc a Berrocal en què el cinquè de caçadors a cavall va escombrar els carrabiners espanyols. L'endemà, mentre la retirada de la Cuesta continuava, Henestrosa va emboscar als seus perseguidors francesos a la batalla de Miajadas. El mariscal Victor, suposant definitiva la retirada del general Gregorio García de la Cuesta, després dels combats sostinguts a la vora del riu Tajo, i creient que els seus moviments tendien a cobrir el camí de Sevilla, dividí les seves forces entre Mèrida i Medellín.
La divisió polonesa del general Valance del cos d'Horace Sébastiani consistent en dos regiments d'infanteria de la Legió del Vístula va sortir de Toledo el 20 de març i es va dirigir cap al sud-oest per prendre Andalusia. El vespre del 23 de març van parar a descansar a la ciutat de Mora. Els 4 esquadrons de llancers del coronel Jan Konopka va dormir a Los Yébenes on foren sorpresos per José de Urbina y Urbina, que els obligà a fugir.

## Batalla
El comte de Cartaojal havia situat el seu quarter general a Ciudad Real i les seves tropes, les restes de l'exèrcit espanyol derrotat a Uclés i Los Yébenes, format per tropes desmoralitzades i amb un armament antiquat i insuficient, s'estenien al llarg de la província: la cavalleria fins Manzanares, ocupant Daimiel, Torralba de Calatrava i Carrión de Calatrava, i el gruix de la infanteria s'allotjava a les rodalies de Valdepeñas. Davant d'això, el general Sébastiani va prendre la decisió de dividir el seu exèrcit en dos: un baixaria fins a Ciudad Real pel Camí Reial d'Andalusia, i l'altre intentaria embolicar als espanyols per la seva esquena.
A les 10 del matí del dia 26, els dragons del general Milhaud es va acostar a Peralbillo on va ser rebutjada en el seu intent de creuar els ponts del Guadiana a Ciudad Real, tot i així, el reforç de les altres unitats del IV Cos d'Exèrcit francès, que van arribar més tard, va sorprendre completament al dispositiu espanyol, i durant tot el dia l'exèrcit espanyol i les milícies van resistir l'empenta del molt superior exèrcit francès al pont de Nolaya.
L'endemà la resta del IV cos es va reunir amb els dragons i després que els llancers polonesos encerclessin els flancs de les forces espanyoles, la infanteria francesa, amb la seva superioritat numèrica va esclafar les tropes espanyoles que defensaven el pont, inclosa l'artilleria i després va caure part de la infanteria espanyola situada a la falda del turó de la Talaia. El Regiment de Carrabiners Reials va protegir la retirada de la infanteria cap a Almagro i el general espanyol va fugir precipitadament ordenant el replegament de les tropes fins Viso del Marqués.

## Conseqüències
L'endemà els francesos van continuar la persecució a Santa Cruz de Mudela i Viso del Marques, els llancers, sense esperar la resta del cos, van aixafar de nou les mateixes forces espanyoles, que van fugir a l'altra banda de Despeñaperros. El 18 de setembre de 1809, la mera presència dels llancers de l'Infern durant la batalla d'Ocaña, va fer que el mateix regiment de carrabiners sortís del camp de batalla,